# A magyar megszálló csapatok a Szovjetunióban. Levéltári dokumentumok 1941–1947
A magyar megszálló csapatok a Szovjetunióban című dokumentumgyűjtemény bevezető tanulmányában Krausz Tamás emlékeztet arra, hogy Magyarország 1941. június 27-én támadta meg a Szovjetuniót, anélkül, hogy erre akkor Hitler igényt tartott volna. Az első magyar megszálló csapatok az eredetileg frontbevetésre szánt Kárpát-csoport részeiből kerültek ki, majd a magyar politikai vezetés 5 dandárt ajánlott fel a megszálló tevékenységek ellátására. 1941. október 6-án Vinnyicában alakult meg a Magyar Megszálló Csoport Parancsnokság, amihez 1942 februárjára már 5 hadosztály és több más kisebb egység tartozott, mintegy 40 ezer fős élelmezési létszámmal. Ekkor a megszálló magyar csapatokat két részre, a Nyugati és a Keleti Megszálló Csoport Parancsnokságba osztották fel.
A nyugati csoport a Dnyepertől nyugatra viszonylag békés körülmények között tevékenykedett, a keleti viszont Csernyigov, Brjanszk, Kurszk térségében a kezdetektől fogva harcérintkezésbe került nagyobb partizánalakulatokkal. Parancsnokai ismert katonai vezetők voltak, mint Bogányi Károly, Bakay Szilárd, László Dezső, Álgya-Pap Zoltán, Somlay Zoltán tábornokok, Zachár Sándor ezredes.
A magyar megszállás tehát nem csak Ukrajna, hanem Oroszország és Belorusszia jelentős részeire, Magyarország területének többszörösére, több mint félmillió négyzetkilométerre terjedt ki. A magyar megszálló erők létszáma meghaladta a 90 000 főt, és a német megszálló erők 20-25%-át tette ki. A németeken és a magyarokon kívül románok, olaszok, finnek, lettek, litvánok, ukránok vettek részt ebben a tevékenységben, ami a világtörténelem eddigi legkiterjedtebb, legtöbb áldozatot követelő népirtásába torkollott, és amelyben összesen mintegy 13,7 millió civil pusztult el. Csupán Ukrajna egyetlen közigazgatási területén, a Csernyigovi területen körülbelül 103 ezer polgári lakost és 24 ezer hadifoglyot öltek meg a német és a magyar büntetőosztagosok.
A könyv dokumentumanyaga nagyrészt az Álgya-Pap és társai, valamint a Somlay és társai ellen 1947-ben folytatott perek anyagából származik. E perek fő vádlottait 25 év munkatáborra ítélték. (Ezekben az években a Szovjetunióban nem létezett halálbüntetés.)

## A forrásokról
A Szovjetunió Legfelső Tanácsának Elnöksége, a kollektív államfői testület 1942. novemberi rendelete alapján állították fel a Rendkívüli Állami Bizottságot (RÁB) a német támadók és szövetségeseik által elkövetett bűnök és okozott károk felmérésére. Ezt a testületet társadalmi jellegű szervezetnek szánták, vezetője Nyikolaj Mihajlovics Svernyik lett, aki korábban szakszervezeti vezető volt, illetve a háború elején az ipar kitelepítéséért volt felelős. Tagja lett a bizottságnak Andrej Alekszandrovics Zsdanov kultúrpolitikus, Valentyina Sztyepanovna Grizodubova, harci pilóta, a Szovjetunió Hőse, Trofim Gyenyiszovics Liszenko biológus, Jevgenyij Viktorovics Tarle történész, valamint a kijevi és galíciai metropolita, Nyikolaj is.
A testületet létrehozó rendelet előírta a részletes anyaggyűjtést és lehetőség szerint teljes kimutatás készítését az okozott károkról, a bűnösök név szerinti felderítését azzal a céllal, hogy bíróság elé állítsák őket. Az érdemi munka 1943 elején kezdődött és a felszabadított területek növekedésével egyre kiterjedtebbé vált. 1944 végére már 19 köztársasági és területi bizottság jött létre a párt- és állami szervek, valamint a társadalmi élet képviselőiből. A RÁB gyakorlati munkáját 1945 őszén fejezte be, bár hivatalos felszámolására csak 1951-ben került sor. Ekkor iratanyagát átadták az állami levéltárnak, ahol azt az 1990-es évek elejéig titkosan kezelték.
A RÁB tevékenységének évei alatt a gyilkosságok, kegyetlenkedések témakörében 54 ezer jegyzőkönyvet és a 250 ezer tanúvallomást vett fel, vizsgált meg, valamint még mintegy 4 millió jegyzőkönyvet az anyagi károkról. Ebből az iratanyagból a RÁB munkatársai lehetőség szerint kigyűjtötték a külföldi elkövetők neveit és ezekből különböző listákat készítettek. A magyar vonatkozású anyagokból 7 dossziéban több száz oldalnyi anyag maradt fenn az orosz állami levéltárban.
Az elsődleges dokumentumok egyszerű emberek, túlélők panaszai, a szenvedések hiteles leírásai. Hangvételük egyszerű, gyakran erősen szubjektív. A dokumentumok hitelességéhez nem férhet kétség, hiszen ilyen mennyiségű anyag hamisítása teljesen értelmetlen lett volna, de pontosságuk természetesen vita tárgyát képezheti.
A könyv forrásai között a RÁB dokumentumai mellett számos eredeti magyar katonai dokumentum is szerepel, amelyekben például a helyi parancsnokok számolnak be a helyi lakosság, a zsidók kiirtásáról, a falvak felégetéséről.

## Az elhallgatás évtizedei
A Szovjetunióban a nürnbergi per lezárulta után a szovjet területen lezajlott népirtás témája politikai okokból lekerült a napirendről. Egyrészt a Szovjetunióban szokásos módon előtérbe került a „jobb, ha nem beszélünk a borzalmakról” elve, másrészt minimalizálni akarták az új szövetségesek érintettségét. E taktika része volt már az is, hogy Sztálin kihúzta Horthy Miklóst a háborús bűnösök listájáról, mert úgy vélte, hogy népszerűsége miatt az elítélése nehezítené a kommunisták helyzetét Magyarországon. Ez a fajta taktikázás folytatódott a rendszerváltás után is, amikor az új orosz hatalmi elit magyar háborús bűnösöket is rehabilitált, köztük Bakay Szilárdot, a Keleti Magyar Megszálló Csoport főparancsnokát.
A magyar megszállók tevékenységéről közvetlen tapasztalatai alapján Goebbels is nyilatkozott. 1942. május 19-i naplóbejegyzésében a Brjanszki területről a következőket írta: „E régió déli felén a magyar elemek nagy nehézségek között harcolnak. Nekik most az egyik falut a másik után kell elfoglalniuk és pacifikálniuk, ami nem bizonyul túl konstruktív dolognak. Ezért, amikor a magyarok jelentik, hogy 'pacifikáltak' egy falut, az rendszerint azt jelenti, hogy egyetlenegy lakója sem maradt. Ez viszont azt jelentheti, hogy aligha végezhetünk bármiféle mezőgazdasági munkát az ilyen területeken.”
A szerző kiemeli, hogy a témával ma is alig foglalkoznak. Kivételt jelent Ungváry Krisztián, aki viszont német források alapján gyakran úgy mutatja be a megszállók tevékenységét, mintha a német területrablók ellen védekező partizánok módszeres kiirtásának bármilyen nemzetközi jogi alapja lehetne. A totális háborúban a náci Németország a Szovjetuniót nem létező államnak tekintette, amely ellen minden eszköz megengedett.

## A magyar katonai koncepciók alakulása a háború idején
A háború elején a magyar katonai koncepció az volt, hogy Magyarország vegyen részt a háborúban, a területi revízió érdekében, de erőinek nagy részét óvja meg a háború utáni időkre gondolva. Ez az elképzelés a növekvő német nyomás miatt gyorsan megbukott, ami után az került előtérbe, hogy a magyar egységeket ne a frontra küldjék, hanem okkupációs feladatokat lássanak el, kímélendő őket. A „rendfenntartás” és a partizánvadászat azonban még negatívabb benyomást keltett a nemzetközi közvéleményben és a szövetségesek vezetői körében, mint a fronttevékenység. Sztálin már 1941 decemberében elmondta Moszkvában a brit külügyminiszter, Anthony Eden jelenlétében, hogy a békés lakosság legyilkolása terén „a magyarok rosszabbak az SS-nél”, és megfenyegette Magyarországot, hogy még nyugatabbra teszi át a magyar-román határt.

## A bűncselekmények jellege, méretei

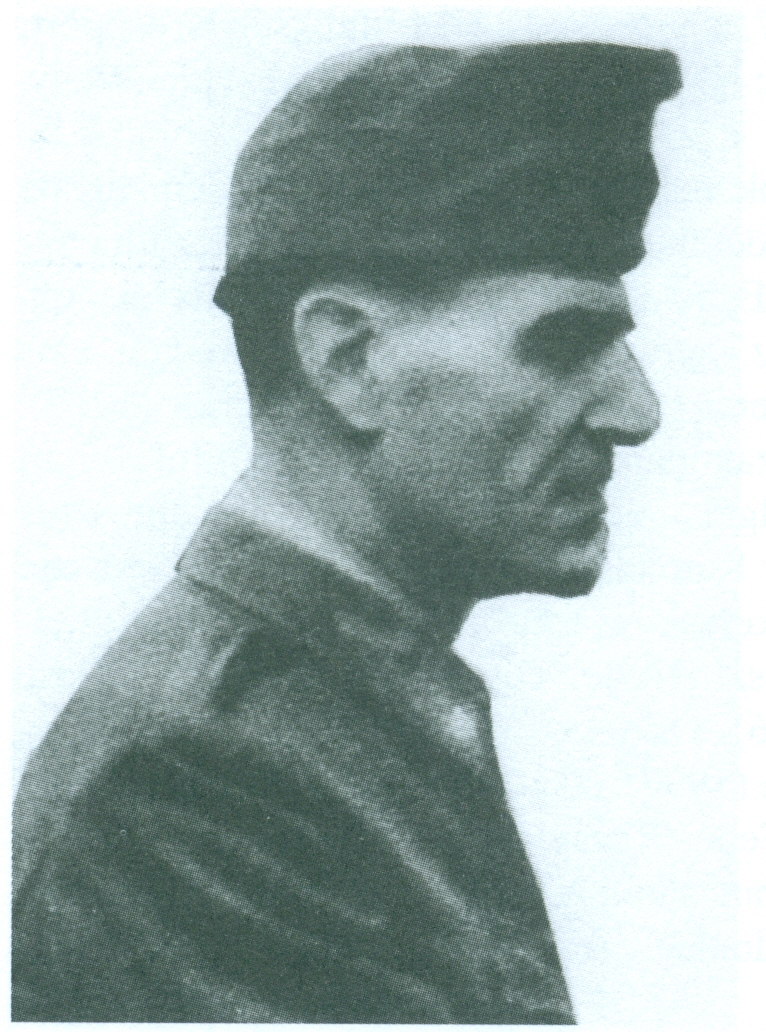
Álgya-Pap Zoltán

Amíg a magyar hadvezetés a propagandában a Szovjetunió elleni harc felszabadító jellegét emelte ki, a gyakorlatban a partizánok elleni harc és a megszállt területek lakosságával szemben folytatott kegyetlenkedés között minden határvonal eltűnt. A magyar vezérkar hírhedt 10. számú direktívája - amely csak egy volt a sok hasonló jellegű parancs között - előírta, hogy „a partizánosztagok leverését kövesse a legkönyörtelenebb megtorlás.... A foglyul esett partizánokat – esetleges kihallgatásukat követően – a helyszínen fel kell koncolni vagy elrettentő példaként a közel fekvő helységekben nyilvánosan kötél által ki kell végezni”. A dokumentum büszkén hivatkozott arra, hogy a partizánok egy elfogott rádióüzenete szerint a magyarok még kegyetlenebbek, mint a németek. Egy másik hivatalos magyar dokumentum azt írja, hogy „sokszor szükséges a megfélemlítés is, például az összes férfi lakosság kiirtása”; továbbá: „Még az egész fiatal gyermekekkel se legyünk elnézőek, mert ezek rendszerint a partizánok hírvivői”.
A magyar dokumentumok nyelvezete tükrözi a náci fajelmélettel való teljes azonosulást is. Kiemeli, hogy az ukrán nép fajilag nem azonos az orosszal, mert vére erősen keveredett turáni és germán népek vérével, ezért értelmesebb, ügyesebb és életképesebb az oroszoknál, és az új európai rendben fontos hivatás vár rájuk. Viszont minden zsidó – nemre és korra való tekintet nélkül – a partizánokkal tart. A 10. számú direktíva külön hangsúlyozza, hogy „a zsidók maradéktalan kiirtása elsőrendű érdek”.
A túlélők beszámolói, a tömegsírok feltárása nyomán készült összefoglaló jelentések szerint például csak a Csernyigovi területen a német és a magyar katonai hatóságok több mint 100 ezer civil szovjet állampolgárt és 24 ezer hadifoglyot öltek meg. A kegyetlenség gyakran szadizmusba torkollott, sorozatos volt az áldozatok, gyermekek és felnőttek elevenen elégetése, a nők tömeges megerőszakolása, utána megverésük vagy legyilkolásuk. Ez a szadizmus a háborús pszichózis mellett összefüggésbe hozható a fronton illetve a partizánoktól elszenvedett vereségek, kudarcok miatti frusztrációval is. Példa erre a Bogányi Károly altábornagy, a Keleti Megszálló Csoport parancsnoka által aláírt 1942. június 25-i parancs. Eszerint a partizánok elleni harc során bizonyos erdők átfésülése azért nem járhatott eredménnyel, mert a partizánok valószínűleg békés lakosokként visszamenekültek a falvakba. Ezért parancsba adta, hogy meghatározott falvak felégetendők, és teljes férfi lakosságuk 15 és 60 éves kor között kiirtandó. Ugyanakkor egy partizánok által végrehajtott aknarobbantásra válaszul elrendelte, hogy a legközelebbi faluból tíz, a környező falvakból öt-öt embert ki kell végezni. Ki kell hirdetni, hogy a következő alkalommal kétszer ennyi lesz kivégezve. Egy további meghatározott falu felégetendő, a legkisebb ellenállás esetén a teljes férfi lakosságot ki kell irtani.

## A könyv szerkezete
A kötetben négy oroszországi archívumból származó 185 dokumentum szerepel, két nagy fejezetbe sorolva. Az elsőben a tábornoki perek (Álgya-Pap Zoltán, Somlay Zoltán és Bakay Szilárd) anyaga szerepel, a másodikban az egyéb háborús bűnökről fennmaradt dokumentumok. Függelékében korabeli fényképgyűjtemény, fakszimile dokumentumok, bőséges életrajzi jegyzetek (benne részletes adatokkal magyar tábornokok és tisztek életéről, pályafutásáról) és helységnévmutató is megtalálható.

## Kritikák
Szakály Sándor és Ungváry Krisztián kifogásolta, hogy a vitatott kiadvány kizárólag egy jól körülírható dokumentumcsoportra támaszkodik, azt nem veti egybe más – például magyar vagy német – iratokkal, nem alkalmaz forráskritikát, miközben a közölt dokumentumokban nyilvánvaló képtelenségek, valótlanságok is vannak. Mindezek miatt a két szakember úgy vélekedett: a kötet készítői hatalmas, de egyoldalú munkát végeztek, amelynek során részben áldokumentumokat közöltek. Ungváry Krisztián azonban azt is elmondta, hogy a magyar csapatok szerinte is iszonyatos rémtetteket követtek el, és a holokauszt részeseivé is váltak. Szakály Sándor álláspontja szerint a periratokkal ellentétben egy magyar tábornok soha nem mondhatott olyat, hogy "fasiszta kormányom", továbbá erősen kétségessé teszi a jegyzőkönyvek életszerűségét, amikor iskolázatlan, fél-analfabéta emberek precíz statisztikai adatokat sorolnak arról, hogy egy-egy terület műszaki eszközeiben, állatállományában milyen veszteséget okoztak a magyar katonák. A szakember szerint ezt különösen annak fényében kell kritikusan vizsgálni, hogy a szovjet főparancsnokság a visszavonulás során a "felperzselt föld" taktikáját alkalmazta, azaz, amit nem tudott magával vinni, azt inkább elpusztította, hogy ne kerüljön az ellenség kezére. Romsics Ignác szerint, a magyar csapatok kegyetlenkedése jobbára az erős partizántevékenységhez kötődött, és azokon a területeken, ahol nem voltak ellenállók, alig fordult elő magyar részről atrocitás. Ezzel összefüggésben Szakály Sándor megjegyezte: senki nem vitathatja, hogy a partizán a hazáját védi, ezt elismeri a hadijog is, és a partizán abban tér el a terroristától, hogy felelős parancsnokság alatt áll, fegyverét nyíltan viseli és megkülönbözteti magát a civil lakosságtól.